# Pastoral Symphony
Die Pastoral Symphony ist die 1922 komponierte dritte Sinfonie von Ralph Vaughan Williams. Ursprünglich trug sie keine Nummerierung. Vaughan Williams kam die Idee zu dieser Sinfonie während des Ersten Weltkrieges, nachdem er ein Clairon, eine militärische Signaltrompete, gehört hatte, die zufällig eine Septime statt einer Oktave geblasen hatte. Das führte schließlich zu der Trompeten-Kadenz im zweiten Satz.
Das Werk gehört zu den am wenigsten in der Öffentlichkeit gespielten von Vaughan Williams’ Sinfonien. Aber es hat sich den Ruf erworben, eine sehr subtile Elegie auf die Toten des Ersten Weltkriegs zu sein und eine Meditation über den Klang des Friedens. Wie viele andere Werke des Komponisten hat die Pastoral-Sinfonie kein eigentliches Programm, aber ihr „Geist“ ist sehr sinnträchtig. Keiner der vier Sätze ist schnell, aber es gibt isolierte Passagen, die extrovertiert sind.
Die Sinfonie wurde von Constance Lambert etwas abfällig beschrieben als „eine Kuh, die über das Tor schaut“. Igor Strawinski erweiterte diese Kritik, indem er sich an den Zustand erinnert fühlte, „lange Zeit auf eine Kuh zu schauen“. Vaughan Williams dagegen betonte, dass sein Werk nichts mit herumhüpfenden kleinen Kälbern zu tun habe. Das Werk beziehe sich vielmehr auf französische Felder während des Ersten Weltkriegs, wo der Komponist in der medizinischen Betreuung der Britischen Armee arbeitete.
Die Sinfonie hat vier Sätze:
1. Molto moderato: Die Atmosphäre der Musik strahlt große gelassene Ruhe aus, allerdings mit einer dunkleren Passage in der Mitte. Dieser erste Satz enthält Harmonien, die an Maurice Ravel erinnern, bei dem Vaughan Williams 1907–08 studiert hatte. Die Musik ist lyrisch. Oft steht ein Solo-Instrument im Vordergrund, das wie improvisierend klingt, so natürlich fließen die Melodien ineinander. Abgesehen davon ergibt sich aus einer genaueren Analyse allerdings, dass der Satz tatsächlich in der Sonatenform komponiert ist.
2. Lento moderato - Moderato maestoso: der langsame Satz beginnt mit einem F-Dur-Hornsolo über einem f-Moll-Akkord, ein Thema, das zuerst bei einem Solo-Cello erscheint. Wie schon im ersten Satz fließen auch hier die musikalischen Ideen leicht und unangestrengt ineinander. Am Schluss steht die Trompeten-Kadenz, die von einer sogenannten Naturtrompete geblasen wird (einer Trompete ohne Ventilkombination). Das Ergebnis dieser Idee ist, dass dadurch die Siebener-Harmonik ihre natürliche „unharmonische“ Melodik behält. Die gesamte Kadenz wird über einem Orgelpunkt in den Streichern gespielt. Das musikalische Material der Kadenz erscheint später in den Hörnern, leise begleitet vom Eröffnungsthema des Satzes, diesmal von der Klarinette gespielt. Der Satz endet mit einem stillen Akkord im hohen Register der Violinen.
3. Moderato pesante: Vaughan Williams beschreibt diesen Satz, der die Funktion eines Scherzos hat, als einen „langsamen Tanz“. Das Trio, eingeführt von den Blechbläsern, hat eine schnelle, hellere Qualität, aber es wiederholt auch einige schwerere Elemente der bisherigen Musik. Nach der verkürzten Wiederkehr des Hauptmaterials gibt es eine bemerkenswerte Coda, eine ruhige, launenhafte, traumähnliche Passage mit einigen fugenähnlichen Gedanken, die als Feen-Musik beschrieben werden könnten. Das ist die einzige Stelle in der Sinfonie, in der die Musik wirklich schnell wird. Ein Thema aus dem musikalischen Hauptmaterial schleicht sich in die Fuge ein. Der Satz endet mit einem friedlichen langen Akkord, der jede Spur von Bedrückung vergessen lässt.
4. Lento: Der letzte Satz beginnt mit einem pentatonischen Rezitativ für eine wortlose Sopran-Stimme, die über einem sanften Trommelwirbel gesungen wird. Dann beginnt das Orchester mit einer elegischen Rhapsodie und die meditativen „Unterbewertungen“ der vorhergehenden drei Sätze werden schnell durch einen leidenschaftlichen Ausbruch von Gefühl ersetzt. Die Spannungen, die bisher nur leicht unter der Oberfläche spürbar waren, brechen nun direkt aus. Der Höhepunkt der Sinfonie kommt, wenn die Violinen alle zusammen die anfängliche Sopran-Melodie in „appassionato“ unterstützen. Ganz am Schluss der Sinfonie kehrt der Sopran zu seiner ursprünglichen Funktion zurück und singt die Musik gleichsam in Schlaf.